# Суперкубок Англії з футболу 1925
Суперкубок Англії з футболу 1925 — 12-й розіграш турніру, який відбувся 5 жовтня 1925 року. У матчі взяли участь гравці, які виступали за професійні футбольні клуби, та гравці, які виступали за аматорські футбольні клуби.

## Матч

### Деталі
| 5 жовтня 1925 |

| Професіонали | 1–6      | Аматори     |
| ------------ | -------- | ----------- |
| Ганнафорд    | Протокол | Ештон Мейсі |

| Вайт Гарт Лейн, Лондон Глядачів: 5 000 |

| В  |  | Гаррі Гарді       | Стокпорт Каунті   |
| З  |  | Стенлі Чарлтон    | Ексетер Сіті      |
| З  |  | Сісіл Пойнтон     | Тоттенгем Готспур |
| ПЗ |  | Джиммі Гемілтон   | Крістал Пелес     |
| ПЗ |  | Чарлі Спенсер (к) | Ньюкасл Юнайтед   |
| ПЗ |  | Леонард Грем      | Міллволл          |
| Н  |  | Чарлі Ганнафорд   | Клептон Орієнт    |
| Н  |  | Джиммі Волш       | Ліверпуль         |
| Н  |  | Ерні Сіммс        | Стокпорт Каунті   |
| Н  |  | Джек Елкс         | Тоттенгем Готспур |
| Н  |  | Стен Сеймур       | Ньюкасл Юнайтед   |

| В  |  | Бенжамін Говард-Бейкер | Корінтіан          |
| З  |  | Сержант Френк Твайн    | Британська армія   |
| З  |  | Е.Г.Гейтс              | Лондон Каледоніанс |
| ПЗ |  | Білл Кесар             | Далвіч Гамлет      |
| ПЗ |  | Джордж Армітейдж       | Чарльтон Атлетік   |
| ПЗ |  | Вілліам Браянт         | Міллволл           |
| Н  |  | Реджиналд Морган       | Клептон            |
| Н  |  | Едгар Кейл             | Далвіч Гамлет      |
| Н  |  | Клод Ештон (к)         | Корінтіан          |
| Н  |  | Фузилер Френк Мейсі    | Британська армія   |
| Н  |  | Валтер Белламі         | Далвіч Гамлет      |